# Подскальная, Алина Владимировна
Алина Владимировна Подскальная (род. 9 июня 1998 года, Нерехта) — российская волейболистка, связующая.

## Биография
Алина Владимировна Подскальная родилась 9 июня 1998 года в Нерехте. Старшая сестра Юлия также волейболистка. В 2001 году семья переехала в Череповец. Алина начала заниматься волейболом в 9 лет в СДЮСШОР Череповца.
Выступала в череповецкой «Северянке» (2013—2017), курском «ЮЗГУ-Атоме» (2017—2018) и саратовском «Протоне» (2018—2019). В составе саратовской команды дебютировала в Суперлиге 2 декабря против калининградского «Локомотива». Летом 2019 года перешла в тульскую «Тулицу». Летом 2020 года подписала контракт с клубом «Спарта». В июне 2021 года покинула команду и перешла в «Енисей».
В 2022 году подписала контракт с краснодарским «Динамо».
В составе молодёжной сборной России стала чемпионкой Европы 2016 года и серебряным призёром чемпионата мира 2017 года. За эти достижения в 2017 году ей было присвоено звание «Мастер спорта России».

## Личная жизнь
Замужем за хоккейным вратарём Ильёй Донченко, с которым познакомилась в 2015 году.

## Достижения
С молодёжной сборной
- Чемпионка Европы среди молодёжи 2016 года
- Серебряный призёр чемпионата мира среди молодёжи 2017 года